# Pipra aureola
A Pipra aureola a madarak osztályának verébalakúak (Passeriformes) rendjébe és a piprafélék (Pipridae) családjába tartozó faj.

## Rendszerezése
A fajt Carl von Linné svéd természettudós írta le 1758-ban, még a cinegefélék (Paridae) családjába tartozó Parus nembe Parus aureola néven.

## Alfajai
- Pipra aureola aurantiicollis Todd, 1925
- Pipra aureola aureola (Linnaeus, 1758)
- Pipra aureola borbae Zimmer, 1936
- Pipra aureola flavicollis P. L. Sclater, 1852[2]

## Előfordulása
Dél-Amerika északi részén, Brazília, Francia Guyana, Guyana, Suriname és Venezuela területén honos. 
Természetes élőhelyei a szubtrópusi és trópusi síkvidéki esőerdők, lombhullató erdők, mangroveerdők és mocsári erdők, folyók és patakok környékén. Állandó, nem vonuló faj.

## Megjelenése
Testhossza 11 centiméter, testtömege 14–18,5 gramm. A nemek különböznek. A felnőtt hím feje, válla és melle vörös, a tollazat többi része fekete, a tojó olívzöld.
|  |  |

## Életmódja
Kisebb gyümölcsökkel, rovarokkal és pókokkal táplálkozik.

## Természetvédelmi helyzete
Az elterjedési területe rendkívül nagy, egyedszáma viszont csökken, de még nem éri el a kritikus szintet. A Természetvédelmi Világszövetség Vörös listáján nem fenyegetett fajként szerepel.